# Antekliza
W geologii antekliza to wypukła struktura tektoniczna o regionalnych rozmiarach w obrębie platformy kontynentalnej, obejmująca zarówno jej fundament jak i pokrywę osadową.

## Anteklizy na tereniePolski
- Wyniesienie mazursko-suwalskie